# Skor (berg)
Skor är ett berg i republiken Island. Det ligger i regionen Västfjordarna, 170 km nordväst om huvudstaden Reykjavík. Toppen på Skor är 320 meter över havet.
Närmaste större samhälle är Patreksfjörður, omkring 20 kilometer norr om Skor.